# Chambre de métiers et de l'artisanat de l'Oise
 (juillet 2011).
Si vous disposez d'ouvrages ou d'articles de référence ou si vous connaissez des sites web de qualité traitant du thème abordé ici, merci de compléter l'article en donnant les références utiles à sa vérifiabilité et en les liant à la section « Notes et références ».
La Chambre de Métiers et de l'Artisanat de l'Oise (CMA Oise) a une antenne sur Compiègne et une autre à Nogent-sur-Oise.

## Rôle et missions
Établissement public sous tutelle du Préfet, la Chambre de Métiers et de l’Artisanat de l’Oise est chargée de représenter auprès des pouvoirs publics, les intérêts généraux de l'artisanat. Elle a également pour mission de promouvoir le développement des entreprises du secteur. Elle accompagne l'artisan dans chaque étape de sa vie professionnelle : apprentissage, création d'entreprise, formation, développement économique, transmission d'entreprise…

### Accompagner
(octobre 2011).
- Promouvoir le développement des entreprises artisanales par des actions collectives telles que foires et salons, exportation…
- Offrir aux entreprises les services et les conseils dont elles ont besoin.
- Accompagner les projets de création, de reprise ou de transmission d’entreprise artisanale
- Apporter des conseils en gestion, des appuis techniques à la modernisation, à la mise aux normes et à l’investissement
- Apporter des appuis dans la gestion des ressources humaines
- Jouer le rôle d’interface entre l’offre et la demande d’emploi dans les entreprises artisanales

### Accueillir – Enregistrer – Qualifier
- Tenir le Répertoires des Métiers et gérer le centre de formalités des entreprises (CFE) pour l’enregistrement de toutes les formalités obligatoires de déclaration en un seul lieu
- Reconnaître la qualité d’artisan, d’artisan d’art, et d’attribuer le titre de maître artisan ou maître artisan en métier d’art et délivrer l’attestation correspondante
- Enregistrer tous les contrats d’apprentissage signés par les entreprises inscrites au Répertoires des Métiers

### Former
- Participer à la qualification et favoriser la formation des chefs d’entreprises artisanales et leurs collaborateurs
- Organiser, promouvoir et développer l’apprentissage dans le secteur des métiers
- Donner les bases essentielles pour tous les futurs créateurs, repreneurs d’entreprises artisanales